# Maria Langner
Maria Langner (* 10. Januar 1901 als Maria Pollitzer in Berlin; † 10. September 1967 in Ost-Berlin) war eine deutsche Schriftstellerin.

## Leben
Maria Langner war die Tochter eines kaufmännischen Angestellten. Sie erlangte per Selbststudium und in einer Externenprüfung die Mittlere Reife, war jedoch aus wirtschaftlichen Gründen auf Hilfstätigkeiten z. B. als Näherin in Heimarbeit, Verkäuferin und Reinigungskraft angewiesen. Ihre Ehe mit einem Landwirt wurde 1934 wegen Verstoßes gegen das nationalsozialistische Blutschutzgesetz zwangsgeschieden und die drei Kinder dem Vater zugesprochen. 1944 wurde Langner als „politisch unzuverlässig“ in einem Arbeitslager interniert. 1945 wurde sie wegen Beihilfe zur Fahnenflucht und zur Nachrichtenbeschaffung für die kommunistische Widerstandsgruppe um Anton Saefkow und Bernhard Bästlein zu einer Zuchthausstrafe verurteilt.
Nach dem Ende des Zweiten Weltkriegs trat Maria Langner der KPD bei. In ihrem ersten, autobiografischen Roman Die letzte Bastion schilderte sie den Widerstand durch Dr. Walter Heisig u. a. in der Endphase des Kampfes um die zur Festung erklärte Stadt Breslau im Frühjahr 1945. Am bekanntesten wurde sie durch den Roman Stahl, in dem der Aufbau eines sozialistischen Stahlwerks in den Anfangsjahren der DDR geschildert wird; für dieses Buch erhielt die Autorin 1952 einen Nationalpreis 3. Klasse. Maria Langner, die auch Liedtexte für den DDR-Rundfunk schrieb, lebte ab 1960 in Eisenhüttenstadt.

## Werke
- Die letzte Bastion, Berlin 1948
- Eine Tür wird aufgetan, Berlin 1949
- Stahl, Berlin 1952
- Das fröhliche Dorf, 1953 (Kantate)